# Afrykańska Agencja Kosmiczna
Afrykańska Agencja Kosmiczna (ang. African Space Agency, AfSA) - organ Unii Afrykańskiej ustanowiony w celu współpracy między agencjami krajów członkowskich. Ma pełnić rolę koordynatora krajowych programów kosmicznych, a nie być bezpośrednio zaangażowaną w misje kosmiczne.
Prace nad utworzeniem agencji trwały od roku 2016, kiedy zgromadzenie unii przyjęło Afrykańską Politykę i Strategię Kosmiczną. Statut został przyjęty w 2018 roku, w 2023 na siedzibę wybrano ośrodek w Nowym Kairze mieszczący Egipską Agencję Kosmiczną. Inauguracja działalności odbyła się 20 kwietnia 2025 roku.
Agencją zarządza Afrykańska Rada Kosmiczna w której zasiadaja przedstawiciele państw członkowskich i Komisji Unii; razem 16 osób wybieranych na 4-letnią kadencję. Rada wybiera dyrektora generalnego agencji.